# 努涅斯备忘录
努涅斯备忘录（Nunes memo）是2018年2月2日由美国国会众议院情报委员会解密的一份有关联邦调查局和司法部“通俄门”调查的机密备忘录。

## 简介
2017年5月，特朗普总统以“领导能力不足”为由解除联邦调查局局长詹姆斯·科米的职务，科米当时正主持联邦调查局关于俄罗斯是否干预美国大选（即“通俄门”）的调查。司法部随后任命前联邦调查局局长罗伯特·穆勒为特别检察官，继续调查该案。2018年初以来，穆勒主持的“通俄门”调查已深入特朗普曾经及当前的核心圈。
美国国会众议院情报委员会负责调查“通俄门”。该委员会主席、共和党人努涅斯被民主党方面视为与特朗普关系密切。在证明前总统奥巴马执政末期美国情报机构“偶然监听”过特朗普及其竞选团队成员的过程中，努涅斯曾同白宫接触，为此2017年3月27日美国会参众两院的民主党领导人公开声称无法信任努涅斯，民主党方面当时一度公开要求努涅斯下台。
2018年1月底，众议院情报委员会决定公布一份由众议院情报委员会主席、共和党人努涅斯根据机密文件指示下属撰写的备忘录，并提交白宫审查。此举随即遭民主党质疑。民主党认为，推动该备忘录解密的努涅斯同特朗普关系密切，且“通俄门”调查正在深入，公布备忘录的动机值得怀疑。联邦调查局和司法部也反对解密该备忘录，联邦调查局2月1日发表声明，司法部官员也对外讲话。
2018年1月29日，美国司法部副部长罗德·罗森斯坦和联邦调查局新任局长克里斯托弗·雷亲自来到白宫，劝说白宫不要公开该备忘录，但白宫方面回应称心意已决，“谁来劝都不会改变。”同日，被视为与总统特朗普关系紧张的联邦调查局副局长安德鲁·麦凯布离职。麦凯布曾接替前联邦调查局局长科米担任代理局长，他原计划于2018年3月正式退休，他本人并未透露为何提前离职。据信他的离职与该备忘录即将解密有关。
2018年2月2日，总统特朗普同意解密该备忘录，他向媒体表示，备忘录揭露的内容不光彩，许多人应感羞愧。他还在社交媒体上指联邦调查局和司法部高层“把调查过程政治化，以支持民主党、打击共和党”。
2018年2月2日，美国国会众议院情报委员会解密了这份由共和党人士撰写的备忘录。该备忘录指称，在申请和获得监听前特朗普竞选团队成员的许可时，联邦调查局和司法部高层滥用《涉外情报监视法》。共和党方面强调，解密该备忘录是为做到“透明”。努涅斯在备忘录公开后发表声明说，众议院情报委员会发现了严重辜负公众信任的情形，美国人民有权知悉重要机构出于政治动机滥用职权的情况。民主党则抨击该备忘录不准确、有误导，是精心挑选的指控，意在破坏“通俄门”调查的公信力。分析人士指出，该备忘录的公开将加大美国民主、共和两党的矛盾，并使白宫同联邦调查局和司法部的关系更糟糕。

## 内容
这份长四页的备忘录称，2016年10月，联邦调查局和司法部高层联名申请并且获取了监听前特朗普竞选团队外交政策顾问卡特·佩奇的许可，前英国特工克里斯托弗·斯蒂尔编制的一份材料成为他们向法庭提供的核心依据。斯蒂尔这份材料背后有民主党全国委员会及特朗普竞选对手、民主党总统候选人希拉里·克林顿团队的资助。联邦调查局线人斯蒂尔违反保密协议与媒体接触，并且对特朗普有偏见。有资料称他曾说不希望特朗普当选总统。联邦调查局和司法部明知上述情况，但未在申请监听许可或者提出延期申请时向法庭说明。备忘录援引前联邦调查局副局长安德鲁·麦凯布2017年底出席美国国会听证会的证词说，如没有斯蒂尔提供的材料，是不会提出监听申请的。
备忘录称，督导穆勒调查的司法部副部长罗德·罗森斯坦签署过一份监听佩奇的延期申请。《纽约时报》称，共和党人可能借此指责罗森斯坦失职，未妥善审查该文件。

## 民主党的反击
2018年2月1日，就在备忘录公布的前一天，民主党籍的参议院少数党领袖查克·舒默、众议院少数党领袖南希·佩洛西公开要求众议院议长保罗·瑞恩解除努涅斯的众议院情报委员会主席职务。2月2日，民主党参议院少数党领袖舒默、众议院少数党领袖佩洛西，以及8位民主党资深议员共同发表声明称，一旦总统特朗普以该备忘录为借口开除司法部副部长罗森斯坦或特别检察官穆勒，“我们将视此为在通俄门调查中妨碍司法公正……开除罗森斯坦、司法部门的领导或穆勒都将引发宪政危机”。
2018年2月5日，美国国会众议院情报委员会一致同意公布一份有关联邦调查局和司法部“通俄门”调查的民主党机密备忘录，以平衡2月2日解密的共和党备忘录。该备忘录由民主党人亚当·希夫指导撰写，共10页。民主党人表示要澄清真相。民主党版本的备忘录也必须经总统特朗普审批才可公布。但是在2月9日，总统特朗普未批准解密民主党版本的备忘录，称其含“诸多应当加密和特别敏感的段落”。